# John Loudon McAdam
|  | Per a altres significats, vegeu «John Macadam (desambiguació)». |

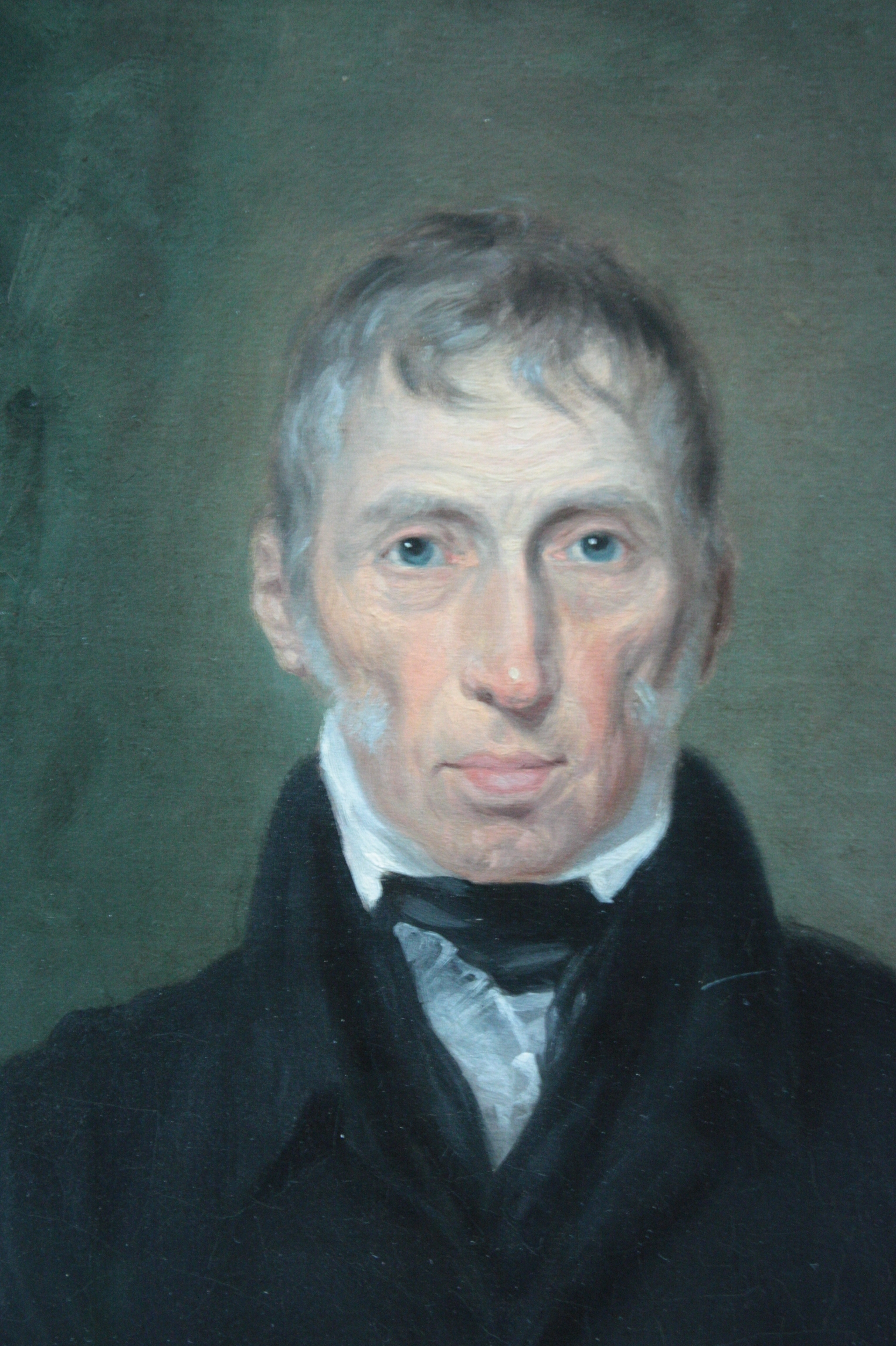
John Loudon McAdam, 1830, National Gallery, Londres

John Loudon McAdam (Ayr, Escòcia, 23 de setembre de 1756 – Moffat, Escòcia, 26 de novembre de 1836) va ser un enginyer civil escocès i constructor de carreteres. Va ser l'inventor de la " macadamització ", un mètode eficaç i econòmic de construcció de carreteres.

## Primers anys de vida
McAdam va néixer a Ayr, Escòcia. Era el més jove de deu fills i el segon fill del baró de Waterhead. Es va traslladar a Lagwine a Carsphairn quan encara era nen per viure amb els seus avis. El nom de la família era tradicionalment McGregor, però es va canviar per McAdam (reclamant descendència de l'Adam bíblic) per raons polítiques durant el regnat de Jaume VI.
Es va traslladar a Nova York el 1770 i, com a comerciant i agent de premis durant la Revolució Americana, va fer fortuna treballant a la casa de comptadors del seu oncle William McAdam . Va tornar a Escòcia el 1783 i va comprar una finca a Sauchrie, Ayrshire.
A part de participar en els afers locals d'Ayrshire, McAdam va operar la mina Kaims Colliery. La mineria subministrava carbó a la British Tar Company, d' Archibald Cochrane, 9è comte de Dundonald, i socis en el comerç de quitrà de hulla ; McAdam gestionava els seus forns. A més, va estar involucrat en la ferreteria de Muirkirk, que era client del subproducte de coc del negoci de quitrà. Aquesta connexió comercial és l'única relació directa de McAdam i tar.

## Carrera

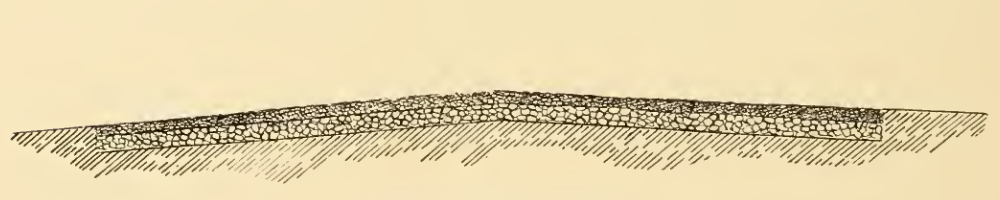
Capes de camins de macadàm

McAdam es va convertir en administrador de l'Ayrshire Turnpike el 1783 i es va implicar cada cop més en la construcció diària de carreteres durant els propers 10 anys. El 1802 es va traslladar a Bristol, Anglaterra i es va convertir en aparellador general de la Bristol Corporation el 1804. Va presentar les seves idees en evidència a les investigacions parlamentàries el 1810, 1819 i 1823. En dos tractats escrits el 1816 i el 1819 (Remarks on the Present System of Road-Making and Practical Essay on the Scientific Repair and Preservation of Roads) va argumentar que les carreteres s'havien d'elevar per sobre del sòl circumdant i construir-les a partir de roques en capes i grava en de manera sistemàtica.

McAdam també havia estat nomenat agrimensor del Bristol Turnpike Trust el 1816, on va decidir refer les carreteres sota la seva cura amb pedra triturada lligada amb grava sobre una base ferma de grans pedres. Una curvatura, que feia que la carretera fos lleugerament convexa, va assegurar que l'aigua de pluja es drenés ràpidament fora de la carretera en lloc de penetrar i danyar els fonaments de la carretera. Aquest mètode constructiu, el major avenç en la construcció de carreteres des de l'època romana, es va anomenar "macadamització", o, simplement, " macadam ".

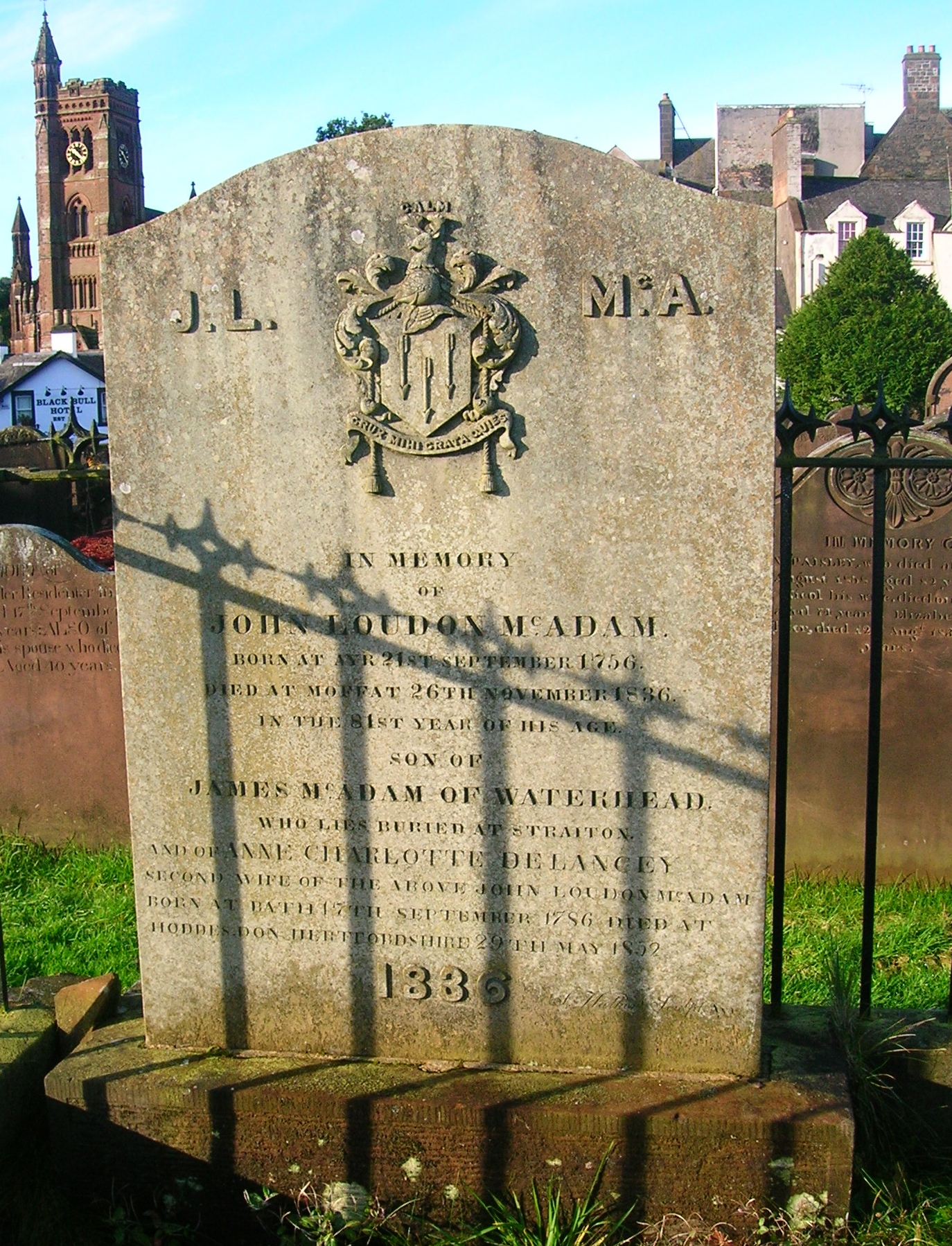
Pedra commemorativa a John Loudon McAdam

El mètode del macadàm es va estendre molt ràpidament per tot el món. La primera carretera de macadam d'Amèrica del Nord, la carretera nacional, es va completar a la dècada de 1830 i la majoria de les principals carreteres d'Europa estaven sotmeses al procés McAdam a finals del segle xix.
Tot i que McAdam va rebre un pagament de 5.000 lliures per la seva feina a Bristol Turnpike Trust i va ser nomenat "Agrimensor general de les carreteres metropolitanes" el 1820, la gelosia professional va reduir una subvenció de 5.000 lliures per a despeses del Parlament del Regne Unit a 2.000 lliures el 1827. El seu treball eficient de construcció i gestió de carreteres havia revelat la corrupció i l'abús dels peatges de carreteres per part de fideïcomisos sense escrúpols d'autopistas, molts dels quals es van executar amb pèrdues deliberades malgrat els elevats rebuts de peatge.

## Mort i descendència
McAdam va morir a Moffat, Dumfriesshire, mentre tornava a casa seva a Hoddesdon, Hertfordshire, de la seva visita anual d'estiu a Escòcia. Els seus tres fills, i al seu torn quatre néts, el van seguir en la professió i van col·laborar en la gestió de fideïcomisos d'autopista de peatge a tot el país. El seu segon fill que li va sobreviure, James Nicoll McAdam, el "Coloss de les carreteres", va ser nomenat cavaller per la gestió de fideïcomisos d'autopista de peatge: un títol de cavaller, es diu, prèviament ofert al seu pare però que ell va rebutjar.